# Bergtjärnen (Bodums socken, Ångermanland, 711025-153215)
Bergtjärnen är en sjö i Strömsunds kommun i Ångermanland och ingår i Ångermanälvens huvudavrinningsområde.